# Coppa Italia (volleyboll, damer)
Coppa Italia/Italienska cupen är en årlig volleybollcup för italienska klubblag som organiseras av Lega Pallavolo Serie A femminile.

## Upplagor
| Upplaga                   | Podium                                                     | Podium                                                     | Podium                                                                               |
| Upplaga                   | Guld                                                       | Silver                                                     | Brons                                                                                |
| ------------------------- | ---------------------------------------------------------- | ---------------------------------------------------------- | ------------------------------------------------------------------------------------ |
| 1978–1979                 | Alidea Catania                                             |                                                            |                                                                                      |
| 1979–1980                 | Olimpia Teodora                                            |                                                            |                                                                                      |
| 1980–1981                 | Olimpia Teodora                                            |                                                            |                                                                                      |
| 1981–1982                 | Pallavolo Reggio Emilia                                    |                                                            |                                                                                      |
| 1982–1983                 | Pallavolo Reggio Emilia                                    |                                                            |                                                                                      |
| 1983–1984                 | Olimpia Teodora                                            |                                                            |                                                                                      |
| 1984–1985                 | Olimpia Teodora                                            |                                                            |                                                                                      |
| 1985–1986                 | Pallavolo Reggio Emilia                                    |                                                            |                                                                                      |
| 1986–1987                 | Olimpia Teodora                                            |                                                            |                                                                                      |
| 1987–1988                 | Amatori Volley Bari                                        |                                                            |                                                                                      |
| 1988–1989                 | Pallavolo Reggio Emilia                                    |                                                            |                                                                                      |
| 1989–1990                 | Volley Modena                                              |                                                            |                                                                                      |
| 1990–1991                 | Pallavolo Sirio Perugia                                    |                                                            |                                                                                      |
| 1991–1992                 | Olimpia Teodora                                            | Pallavolo Sirio Perugia                                    |                                                                                      |
| 1992–1993                 | PVF Matera                                                 |                                                            |                                                                                      |
| 1993–1994                 | PVF Matera                                                 | Volley Modena                                              |                                                                                      |
| 1994–1995                 | PVF Matera                                                 | Colli Aniene                                               |                                                                                      |
| 1995–1996                 | Volley Bergamo                                             | Volley Modena                                              |                                                                                      |
| 1996–1997                 | Volley Bergamo                                             | Volley Modena                                              |                                                                                      |
| 1997–1998                 | Volley Bergamo                                             | Pallavolo Reggio Emilia                                    |                                                                                      |
| 1998–1999                 | Pallavolo Sirio Perugia                                    | Virtus Reggio Calabria                                     |                                                                                      |
| 1999–2000                 | Virtus Reggio Calabria                                     | Volley Modena                                              |                                                                                      |
| 2000–2001                 | Virtus Reggio Calabria                                     | Volley Bergamo                                             | Volley Modena                                                                        |
| 2001–2002                 | Volley Modena                                              | Volley Bergamo                                             | Virtus Reggio Calabria och Olimpia Teodora                                           |
| 2002–2003                 | Pallavolo Sirio Perugia                                    | Giannino Pieralisi Volley                                  | Volley Modena                                                                        |
| 2003–2004                 | Asystel Volley                                             | Volley Bergamo                                             | Pallavolo Sirio Perugia och Chieri Torino Volley Club                                |
| 2004–2005                 | Pallavolo Sirio Perugia                                    | Volley Bergamo                                             | Chieri Torino Volley Club                                                            |
| 2005–2006                 | Volley Bergamo                                             | Giannino Pieralisi Volley                                  | Pallavolo Sirio Perugia och Robursport Volley Pesaro                                 |
| 2006–2007                 | Pallavolo Sirio Perugia                                    | Robursport Volley Pesaro                                   | Volley Bergamo och Asystel Volley                                                    |
| 2007–2008                 | Volley Bergamo                                             | Robursport Volley Pesaro                                   | UYBA Volley och Giannino Pieralisi Volley                                            |
| 2008–2009                 | Robursport Volley Pesaro                                   | Asystel Volley                                             | UYBA Volley och Volley Bergamo                                                       |
| 2010                      | Gruppo Sportivo Oratorio Pallavolo Femminile Villa Cortese | Volley Bergamo                                             | Robursport Volley Pesaro                                                             |
| 2010–2011                 | Gruppo Sportivo Oratorio Pallavolo Femminile Villa Cortese | Volley Bergamo                                             | Robursport Volley Pesaro och UYBA Volley                                             |
| 2012                      | UYBA Volley                                                | River Volley                                               | Robur Tiboni Volley Urbino                                                           |
| 2013                      | River Volley                                               | Gruppo Sportivo Oratorio Pallavolo Femminile Villa Cortese | UYBA Volley och Volley Bergamo                                                       |
| 2013–2014 mer information | River Volley                                               | Volley Bergamo                                             | UYBA Volley och LJ Volley                                                            |
| 2015 mer information      | AGIL Volley                                                | LJ Volley                                                  | UYBA Volley och Imoco Volley                                                         |
| 2016 mer information      | Volley Bergamo                                             | River Volley                                               | Promoball Volleyball och Volleyball Casalmaggiore                                    |
| 2017 mer information      | Imoco Volley                                               | River Volley                                               | AGIL Volley och Pallavolo Scandicci Savino Del Bene                                  |
| 2017–2018 mer information | AGIL Volley                                                | Imoco Volley                                               | Unione Sportiva Pro Victoria Pallavolo Monza och UYBA Volley                         |
| 2019 mer information      | AGIL Volley                                                | Imoco Volley                                               | UYBA Volley och Pallavolo Scandicci Savino Del Bene                                  |
| 2020 mer information      | Imoco Volley                                               | UYBA Volley                                                | Pallavolo Scandicci Savino Del Bene och Unione Sportiva Pro Victoria Pallavolo Monza |
| 2021 mer information      | Imoco Volley                                               | AGIL Volley                                                | Unione Sportiva Pro Victoria Pallavolo Monza och Chieri '76 Volleyball               |
| 2021–2022 mer information | Imoco Volley                                               | AGIL Volley                                                | UYBA Volley och Chieri '76 Volleyball                                                |
| 2023 mer information      | Imoco Volley                                               | Unione Sportiva Pro Victoria Pallavolo Monza               | AGIL Volley och Volley Bergamo 1991                                                  |
| 2024 mer information      | Imoco Volley                                               | Unione Sportiva Pro Victoria Pallavolo Monza               | Chieri '76 Volleyball och Pallavolo Scandicci Savino Del Bene                        |
| 2024–2025 mer information | Imoco Volley                                               | Unione Sportiva Pro Victoria Pallavolo Monza               | AGIL Volley och Pallavolo Scandicci Savino Del Bene                                  |

## Medaljliga
| Pos. | Lag                                                        | Guld | Silver | Brons |
| ---- | ---------------------------------------------------------- | ---- | ------ | ----- |
| 1    | Imoco Volley                                               | 7    | 2      | 1     |
| 2    | Volley Bergamo                                             | 6    | 7      | 3     |
| 3    | Olimpia Teodora                                            | 6    | -      | 1     |
| 4    | Pallavolo Sirio Perugia                                    | 5    | 1      | 2     |
| 5    | Pallavolo Reggio Emilia                                    | 4    | 1      | -     |
| 6    | AGIL Volley                                                | 3    | 2      | 3     |
| 7    | PVF Matera                                                 | 3    | -      | -     |
| 8    | Volley Modena                                              | 2    | 4      | 2     |
| 9    | River Volley                                               | 2    | 3      | -     |
| 10   | Virtus Reggio Calabria                                     | 2    | 1      | 1     |
| 11   | Gruppo Sportivo Oratorio Pallavolo Femminile Villa Cortese | 2    | 1      | -     |
| 12   | Robursport Volley Pesaro                                   | 1    | 2      | 3     |
| 13   | UYBA Volley                                                | 1    | 1      | 9     |
| 14   | Asystel Volley                                             | 1    | 1      | 1     |
| 15   | Alidea Catania                                             | 1    | -      | -     |
|      | Amatori Volley Bari                                        | 1    | -      | -     |
| 17   | Unione Sportiva Pro Victoria Pallavolo Monza               | -    | 3      | 3     |
| 18   | Giannino Pieralisi Volley                                  | -    | 2      | 1     |
| 19   | LJ Volley                                                  | -    | 1      | 1     |
| 20   | Colli Aniene                                               | -    | 1      | -     |
| 21   | Pallavolo Scandicci Savino Del Bene                        | -    | -      | 5     |
| 22   | Chieri '76 Volleyball                                      | -    | -      | 3     |
| 23   | Chieri Torino Volley Club                                  | -    | -      | 2     |
| 24   | Promoball Volleyball                                       | -    | -      | 1     |
|      | Robur Tiboni Volley Urbino                                 | -    | -      | 1     |
|      | Volley Bergamo 1991                                        | -    | -      | 1     |
|      | Volleyball Casalmaggiore                                   | -    | -      | 1     |